# Spartaeus spinimanus
Spartaeus spinimanus là một loài nhện trong họ Salticidae.
Loài này thuộc chi Spartaeus. Spartaeus spinimanus được Tord Tamerlan Teodor Thorell miêu tả năm 1878.